# Mô hình nhựa

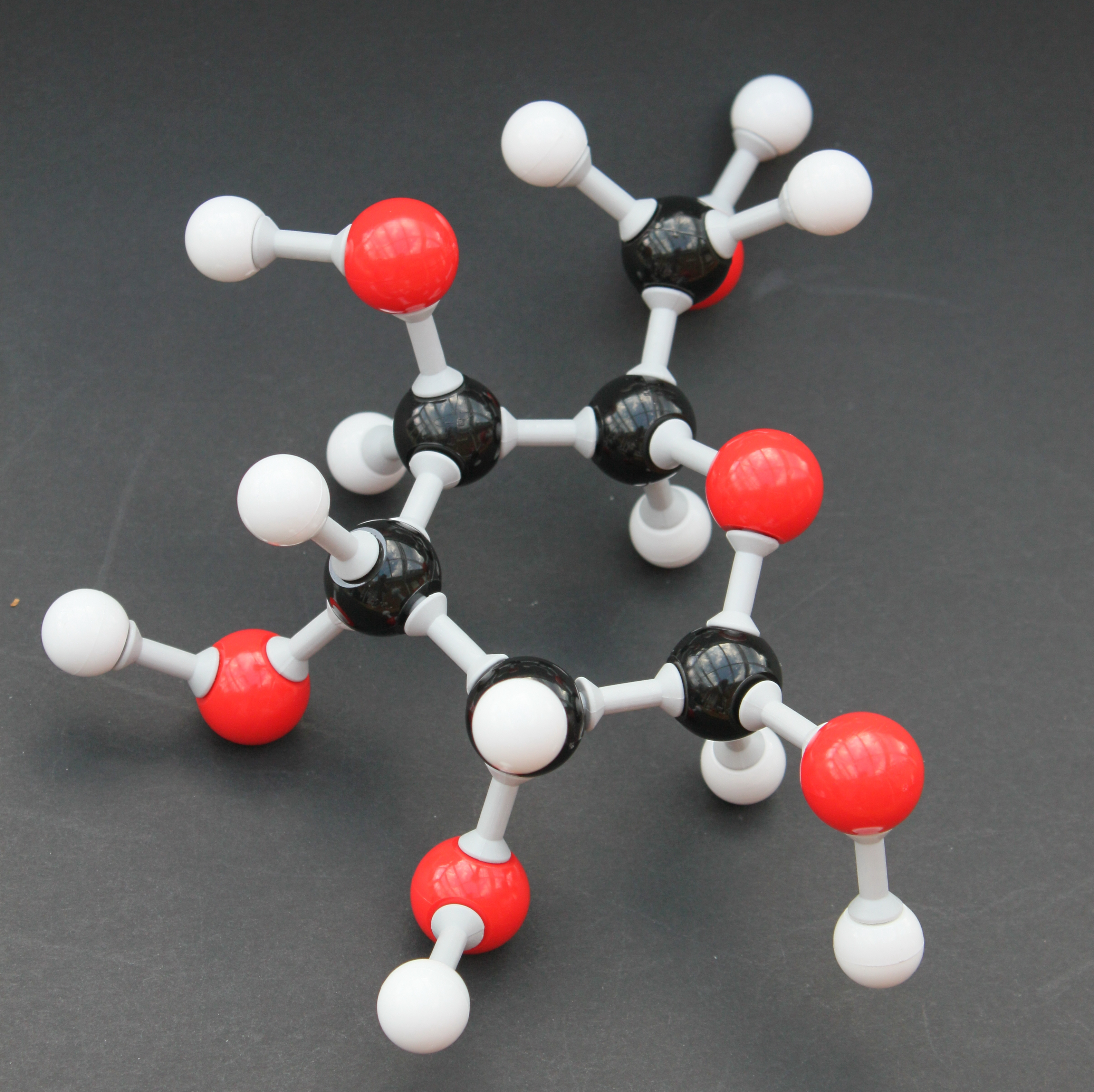
Mô hình của một phân tử, với các quả bóng màu đại diện cho các nguyên tử khác nhau

Một mô hình (tiếng Anh: model) là một đại diện thông tin của một đối tượng, người hoặc hệ thống. Thuật ngữ này lần đầu tiên xuất hiện trong một bản vẽ kế hoạch của một tòa nhà bằng tiếng Anh cuối thế kỷ 16, và có nguồn gốc thông qua tiếng Pháp và tiếng Ý, cuối cùng là từ tiếng Latin modulus, một kiểu đo lường tỷ lệ.
Các mô hình có thể được chia thành các mô hình vật lý (ví dụ: mô hình tàu hoặc mô hình thời trang và các mô hình trừu tượng (ví dụ:tập hợp các phương trình toán học mô tả Hoạt động của bầu không khí cho mục đích dự báo thời tiết). Trừu tượng hóa hoặc mô hình khái niệm là trọng tâm của Triết học khoa học.
Trong nghiên cứu học thuật và khoa học ứng dụng, một mô hình không nên bị nhầm lẫn với lý thuyết: Trong khi một mô hình chỉ tìm cách thể hiện thực tế với mục đích hiểu biết hoặc dự đoán tốt hơn về thế giới quan, một lý thuyết có tham vọng hơn ở chỗ nó tuyên bố rằng nó chính là một lời giải thích thực tế.

## Mô hìnhtrong bối cảnh cụ thể
Mô hình là một danh từ, mang ý nghĩa cụ thể trong các trường nhất định, có nguồn gốc ban đầu là "cấu trúc thiết kế hoặc bố cục":
- Mô hình (nghệ thuật), một người tạo dáng cho một nghệ sĩ, ví dụ: Một tội phạm thế kỷ 15 đại diện cho hình ảnh của Judas trong Kinh thánh, được thể hiện qua bức tranh Bữa ăn tối cuối cùng của Leonardo Da Vinci.
- Mô hình (người), một người phục vụ như một hình mẫu để người khác sao chép, như kiểu hình mẫu, thường lấy bối cảnh quảng cáo các sản phẩm thương mại; ví dụ. Người mẫu thời trang đầu tiên là Marie Vernet năm 1853, bà là vợ của nhà thiết kế Charles Frederick Worth.[5][6]
- Mô hình (sản phẩm), một thiết kế cụ thể của một sản phẩm được hiển thị trong một danh mục hoặc phòng trưng bày (ví dụ: Ford Model T, là một trong những mô hình xe hơi đầu tiên)
- Mô hình (sinh vật), một loài không phải người được nghiên cứu để biểu thị các hiện tượng sinh học ở các sinh vật khác, ví dụ: Một con chuột lang bị cắt mất nguồn cung cấp vitamin C để nghiên cứu bệnh Scurvy (hay còn gọi là Scorbut), một thí nghiệm vô đạo đức nếu tiến hành trên người
- Mô hình (bắt chước), một loài bắt chước bởi một loài khác
- Mô hình (logic), một cấu trúc (một tập hợp các mục, chẳng hạn như số tự nhiên 1, 2, 3, ..., cùng với các hoạt động toán học như bổ sung và nhân, quan hệ số, như {\displaystyle <} thỏa mãn một hệ thống tiên đề nhất định (Truisms cơ bản), tức là thỏa mãn các câu lệnh theo lý thuyết[7]
- Mô hình (CGI), một biểu diễn toán học của bất kỳ bề mặt nào của một đối tượng trong ba chiều thông qua phần mềm chuyên dụng
- Mô hình (MVC), thành phần nội bộ đại diện thông tin của phần mềm, khác với giao diện người dùng của nó

## Mô hình vật lý

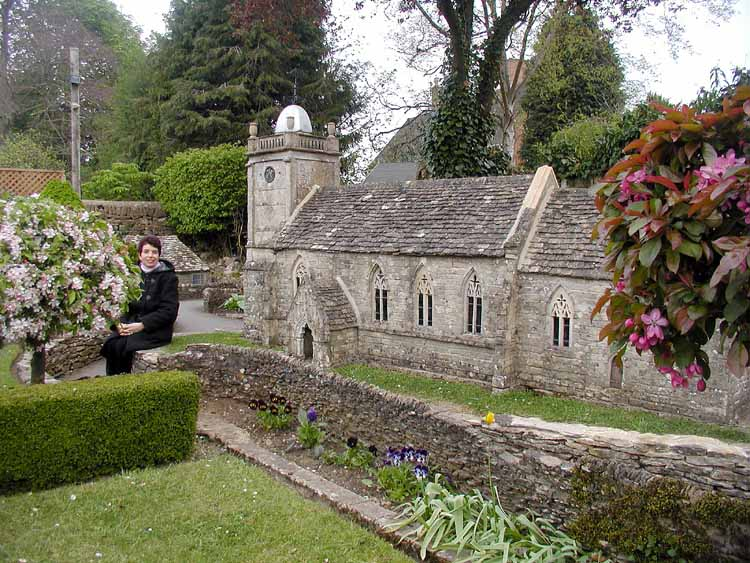
Một phần của mô hình tỷ lệ một chín của Bourton-on-the-Water tại Bourton-on-the-Water, Gloucestershire, Anh

Một mô hình vật lý (thường được gọi đơn giản là mô hình nhưng trong ngữ cảnh này được phân biệt với mô hình khái niệm) là một biểu diễn vật lý nhỏ hơn hoặc lớn hơn của một đối tượng, người hoặc hệ thống. Đối tượng đang được lập mô hình có thể nhỏ (ví dụ: nguyên tử) hoặc lớn (ví dụ: hệ mặt trời) hoặc kích thước thật (ví dụ: người mẫu thời trang hiển thị quần áo dành cho khách hàng tiềm năng có cấu trúc cơ thể tương tự).
Hình học của mô hình và đối tượng mà nó đại diện thường là tương đồng theo tỷ lệ xích của cái này so với cái kia. Tuy nhiên, trong nhiều trường hợp, sự tương đồng chỉ mang tính tương đối hoặc thậm chí bị bóp méo một cách có chủ ý. Đôi khi biến dạng mang tính hệ thống, ví dụ: tỷ lệ cố định theo chiều ngang và tỷ lệ cố định lớn hơn theo chiều dọc khi lập mô hình địa hình để nâng cao các ngọn núi của một khu vực.
Mô hình kiến trúc cho phép trực quan hóa các mối quan hệ bên trong bên trong cấu trúc hoặc các mối quan hệ bên ngoài của cấu trúc với môi trường. Một cách sử dụng khác là đồ chơi.

Các mô hình vật lý là một cách hiệu quả để nghiên cứu dòng chất lỏng cho thiết kế kỹ thuật. Các mô hình vật lý thường được kết hợp với các mô hình động lực học chất lỏng tính toán để tối ưu hóa thiết kế thiết bị và quy trình. Điều này bao gồm dòng chảy bên ngoài như xung quanh các tòa nhà, phương tiện, con người hoặc kết cấu thủy lực. Đường hầm gió và thử nghiệm đường hầm nước thường được sử dụng cho những tthiết kế này. Các mô hình vật lý cũng có thể kiểm tra dòng chảy bên trong để thiết kế hệ thống ống dẫn, thiết bị kiểm soát ô nhiễm, máy chế biến thực phẩm và bình trộn. Các mô hình dòng chảy trong suốt được sử dụng trong trường hợp này dùng để quan sát hiện tượng dòng chảy chi tiết. Các mô hình này được chia tỷ lệ về cả hình học và các lực quan trọng, ví dụ: sử dụng tỷ lệ Số Froude hoặc Số Reynold. Trong thời kỳ tiền máy tính, nền kinh tế Anh được mô hình hóa bằng mô hình thủy lực MONIAC, để dự đoán tác động của việc tăng thuế đối với việc làm.

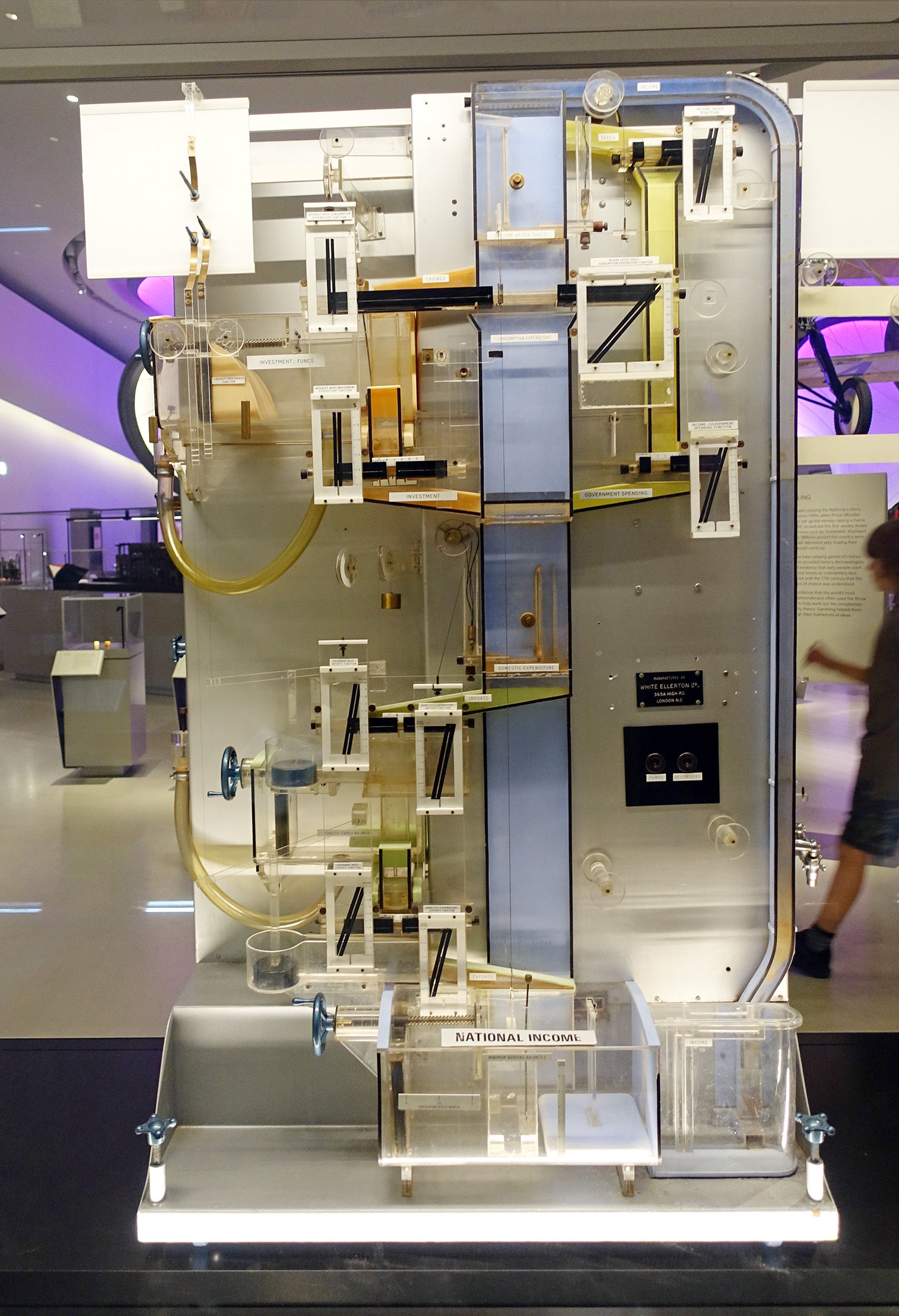
Mô hình nền kinh tế sử dụng năng lượng nước của Vương quốc Anh – MONIAC tại Bảo tàng Khoa học, London
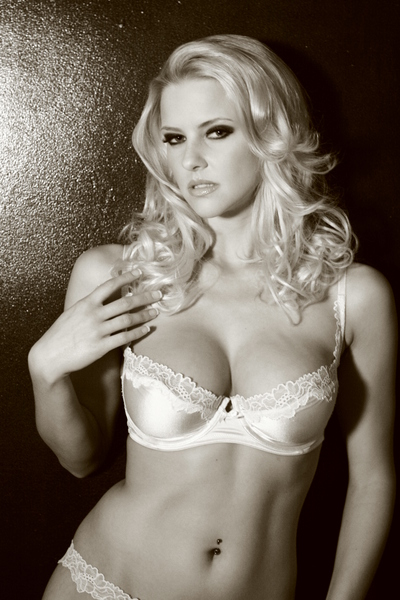
Người mẫu nữ trình diễn áo ngực cho người mua tiềm năng có thân hình tương tự
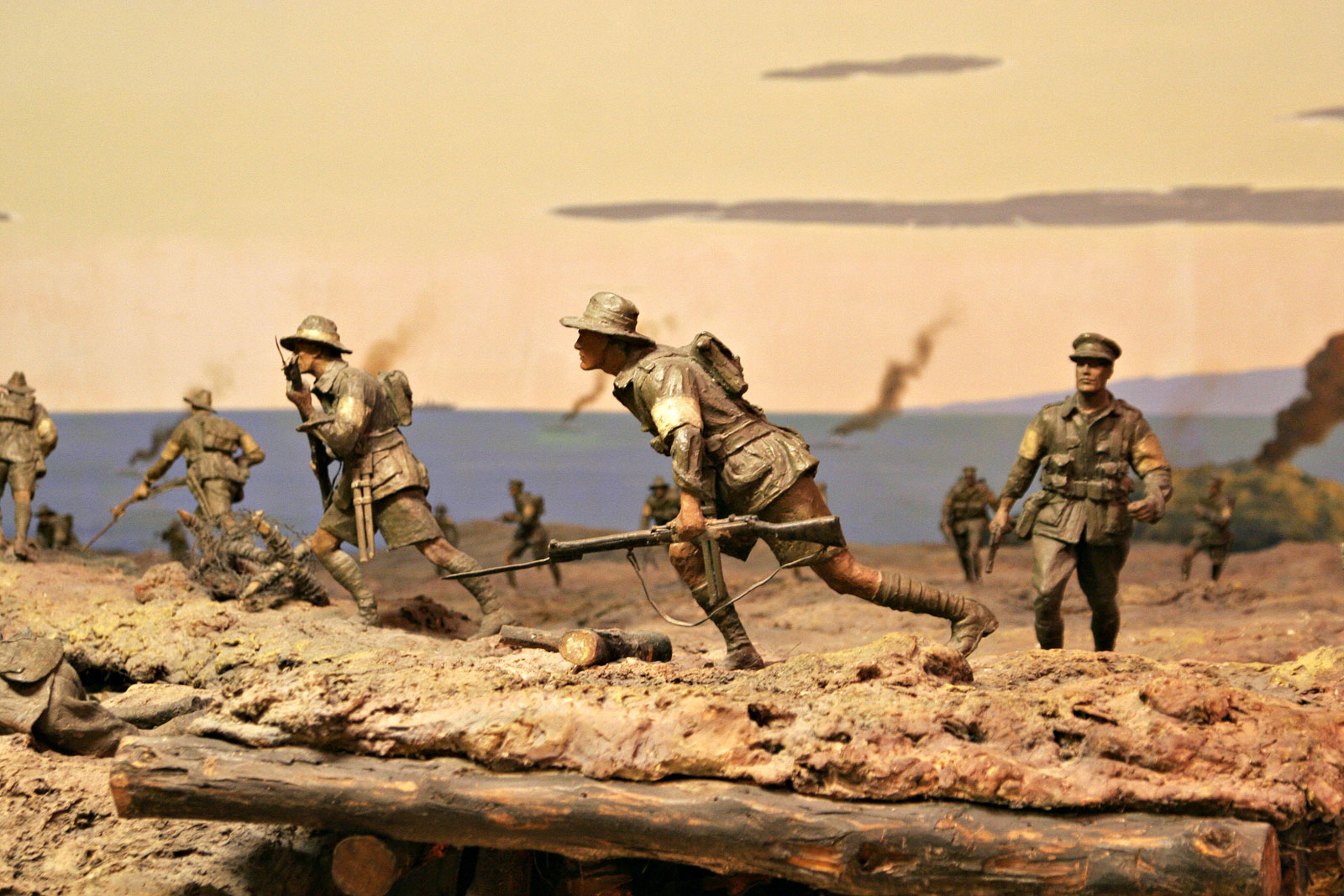
Mô hình bối cảnh chiến tranh — Đài tưởng niệm chiến tranh Úc, Canberra
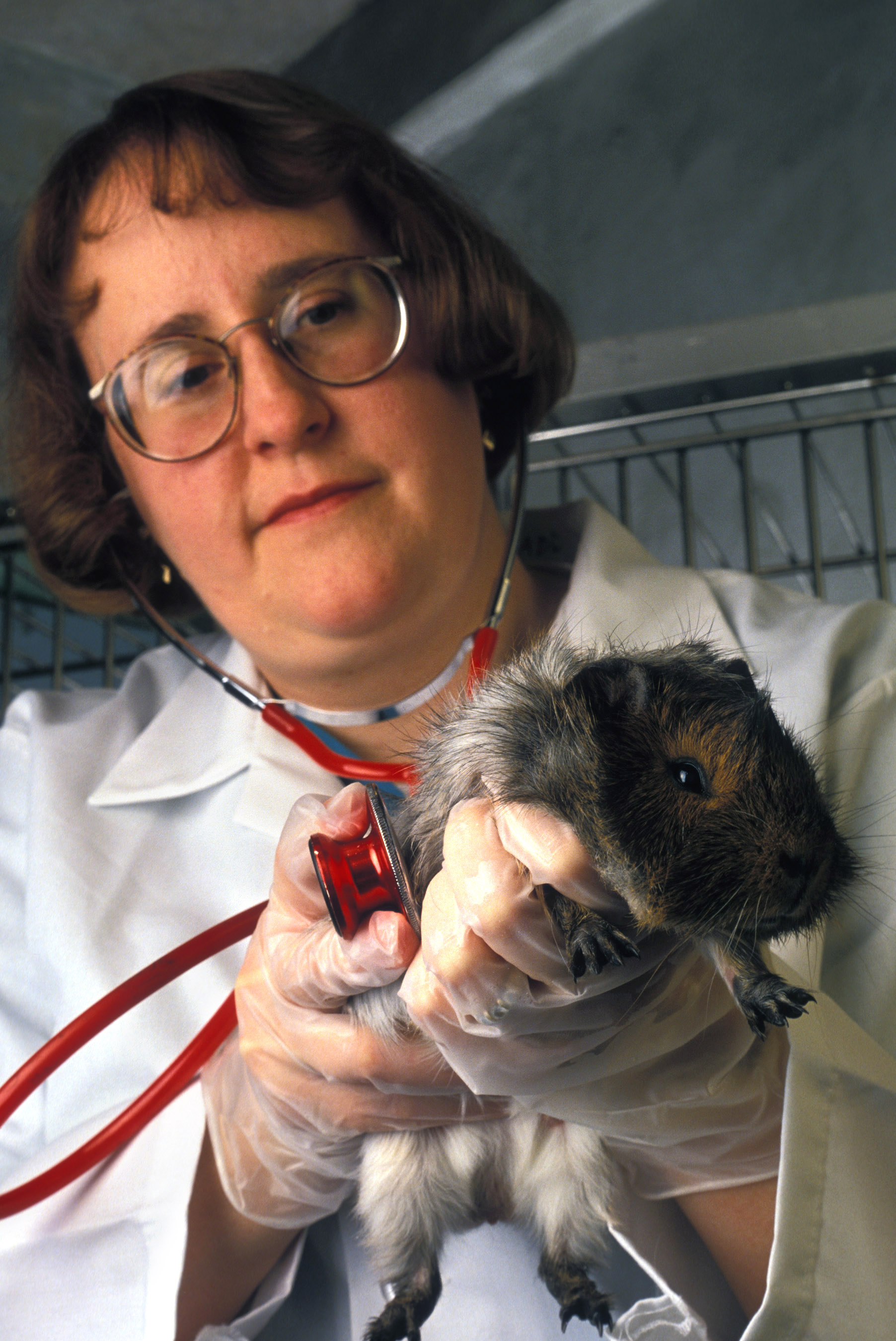
Chuột lang được sử dụng làm mô hình động vật để nghiên cứu Bệnh xoắn khuẩn vàng da ở người
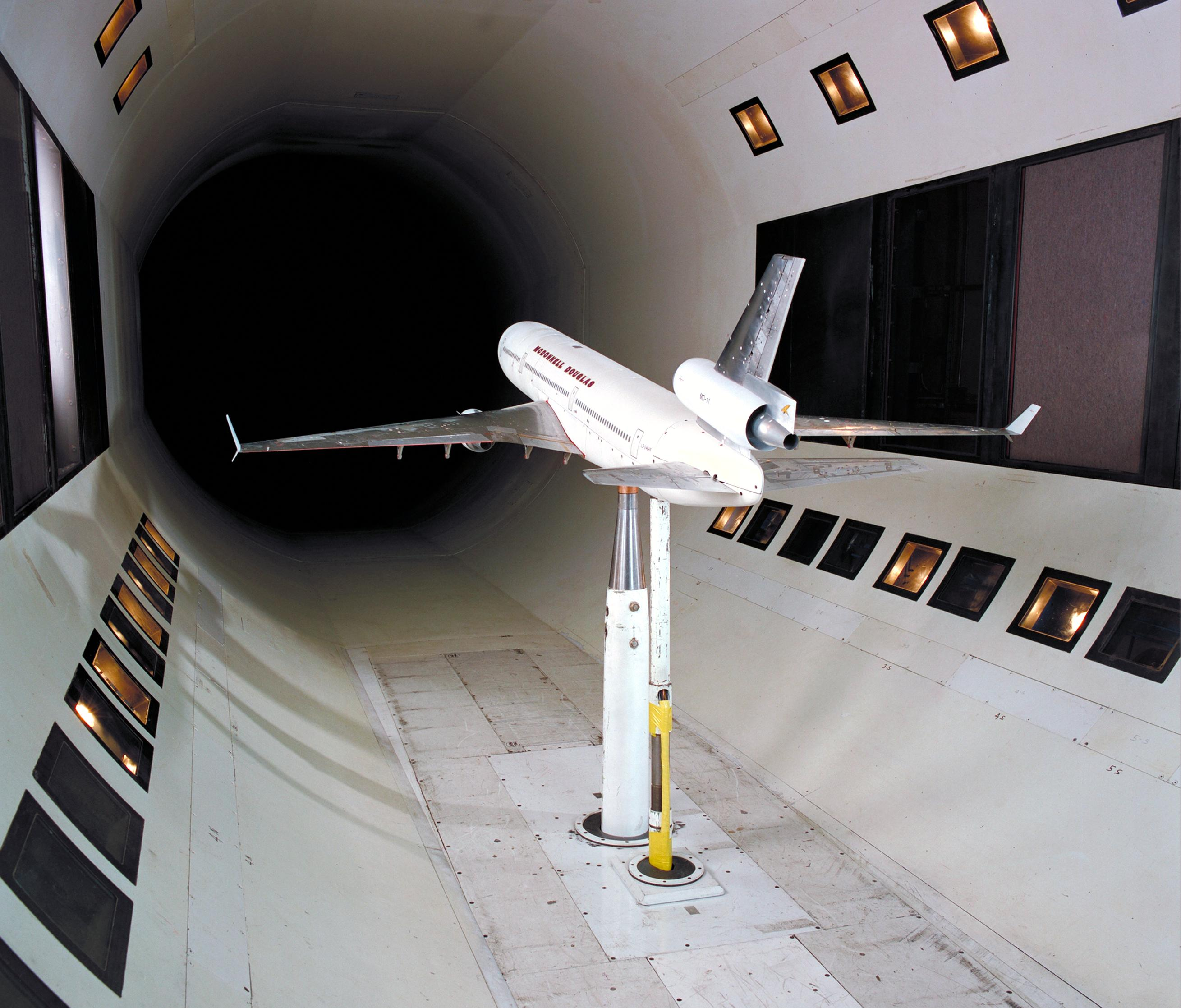
Hầm[liên kết hỏng] gió NASA với mô hình thu nhỏ của một chiếc máy bay

## Mô hình khái niệm

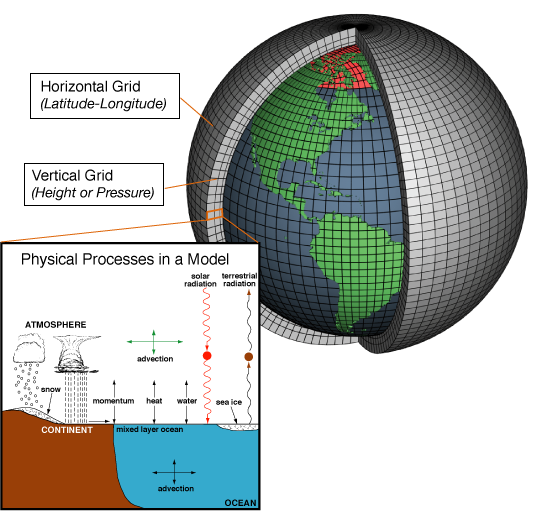
Các mô hình thời tiết sử dụng phương trình vi phân dựa trên các định luật của Vật lý và một hệ tọa độ phân chia hành tinh thành một GRI 3D

Mô hình khái niệm là một đại diện lý thuyết của một hệ thống, ví dụ: tập hợp các phương trình toán học cố gắng mô tả hoạt động của bầu khí quyển cho mục đích dự báo thời tiết. Nó bao gồm khái niệm được sử dụng để giúp hiểu hoặc mô phỏng một chủ đề mà mô hình đại diện.

## Dựng hình và kỹ thuật
Đa số mô hình nhựa được thiết kế với công nghệ đổ khuôn (injection-molded) bằng nhựa polystyrene, những chi tiết của mô hình nhựa được kết dính với nhau bằng keo chuyên dụng. Một số mô hình khác làm theo cách in 3D từng bộ phận, sau đó xử lý và lắp ghép. Với cách in 3D sẽ làm được những chi tiết phức tạp hơn. Người làm mô hình sẽ sơn và dán phiên hiệu cho mô hình sau khi đã được ráp hoàn chỉnh bằng sơn chuyên dụng. Những bộ nhãn hiệu, ghi chú (phiên hiệu máy bay) thường đi kèm theo mô hình và có dạng decal nước.

## Tỷ lệ
Hầu hết mô hình nhựa đều được thiết kế theo một tỷ lệ định sẵn. Mỗi thể loại mô hình đều có một hoặc nhiều tỷ lệ chung, sao cho mô hình hoàn chỉnh có kích thước hợp ly, giữ được độ trung thực so với mô hình thật. Dưới đây là những tỷ lệ chung cho từng loại mô hình
- Máy bay: 1/24, 1/32, 1/48, 1/72, 1/100, và 1/144
- Xe quân sự: 1/35, 1/48,1/72, 1/76
- Xe hơi: 1/12,1/16,1/18,1/20,1/24,1/25,1/32,1/35,1/43
- Tàu: 1/96, 1/350, 1/450, 1/600, 1/700
- Xe lửa: 1:43.5 (7 mm/1 ft: O scale), 1:76.2 (4 mm/1 ft: OO scale), 1:87 (3.5 mm/1 ft: HO scale)

Trong thực tế, mô hình không nhất thiết phải tuân theo những tỷ lệ quá nhỏ, ta có thể thấy được những mô hình xe hơi tỷ lệ 1/25 to hơn hẳn mô hình 1/24.

## Lịch sử
Mô hình nhựa đầu tiên được sản xuất vào thập niên 1950 bởi hãng Aurora (Mỹ), không lâu sau đó là 2 hãng sản xuất mô hình của Anh là Frog và Airfix được thành lập. Đến thập niên 1960 thì ngày càng nhiều các hãng mô hình chiếm ưu thế trên thị trường như Revell, AMT, và Monogram tại Mỹ và Heller SA tại Pháp. Từ thập niên 1970, nhãn hiệu mô hình Hasegawa và Tamiya ra đời tại Nhật, sau đó là DML, AFV Club và Trumpeter của Trung Quốc.